# لسکس
لسکس (به اسپانیایی: Loscos) یک شهرستان در اسپانیا است که در استان تروئل واقع شده‌است.

## خصوصیات
لسکس ۷۱ کیلومترمربع مساحت و ۱۸۴ نفر جمعیت دارد.